# 993 Moultona
Moultona (asteroide 993) é um asteroide da cintura principal, a 2,7364346 UA. Possui uma excentricidade de 0,0442738 e um período orbital de 1 769,58 dias (4,85 anos).
Moultona tem uma velocidade orbital média de 17,60219988 km/s e uma inclinação de 1,77477º.
Este asteroide foi descoberto em 12 de Janeiro de 1923 por George Van Biesbroeck.
Seu nome é uma homenagem ao matemático estadunidense Forest Ray Moulton. 